# La flor romanial
La flor romanial és una rondalla ambientada a l'illa de Mallorca. Surt recollida al tom II de l'Aplec de Rondaies Mallorquines recopilades per Antoni M. Alcover i editada per Francesc de Borja Moll.

## Argument
És la història d'un rei que té una malaltia difícil de curar. Per guarir-lo, només existeix una flor, la flor romanial, que no ha vist ningú mai. Llavors, el rei envia els seus tres fills a cercar aquesta flor, amb la promesa de donar la corona en morir a qui la trobi. Els tres germans queden en un punt i acorden veure's en aquell punt un any després. El germà petit, en Bernadet, que actua d'heroi, rep l'ajuda d'una àguila —que era maltractada pels altres dos germans— que l'ajuda a cercar la flor romanial. Quan ja l'han agafat, ja passat l'any, tornen al punt de partida, on es troba amb Joanot, el germà gran, el qual, tot gelós, l'enterra i li pren la flor. Joanot i l'altre germà tornen a palau i ofereixen la flor al pare, la qual el guareix en només tocar-li la ferida. Quan el rei estava a punt de nomenar successor el germà gran, un pastor passa per l'arena on enterraren en Bernadet, per on havia sortit un cabell de canya, que bufa el pastor i del qual sonen les paraules de Bernadet:
| « | Oh pastor, lo bon pastor, tu em toques i no em fas mal, m'enterraren dins l'arena per la flor romanial. | » |

Llavors, el pastor acudeix a palau a mostrar aquella canya, per on bufen tots els membres de la família, l'últim dels quals fou Joanot que, en fer sonar la canya, sortí:
| « | Oh germà, lo mal germà, tu em toques i em fas mal. M'enterrares dins l'arena per la flor romanial. | » |

Tot d'una, acudeixen allà on Bernadet està enterrat i el troben viu —un brot de la flor romanial que duia el feia immune a les agressions—, per la qual cosa el germà gran és desposseït de la corona, que passa a ser de Bernadet.

## Versions
Aquesta rondalla ha estat condensada en un poema de Gabriel Janer Manila i Feliu Gasull i musicat per Maria del Mar Bonet. i també pel grup de folk Ballugall baix el títol de Jota Romanial, al seu treball Al vol. També ha estat versionada en dibuixos animats per Roser Capdevila a Les tres bessones i fou gravada per Xesco Boix en el disc La flor romanial.